# Grande-Terre (Kergueleny)

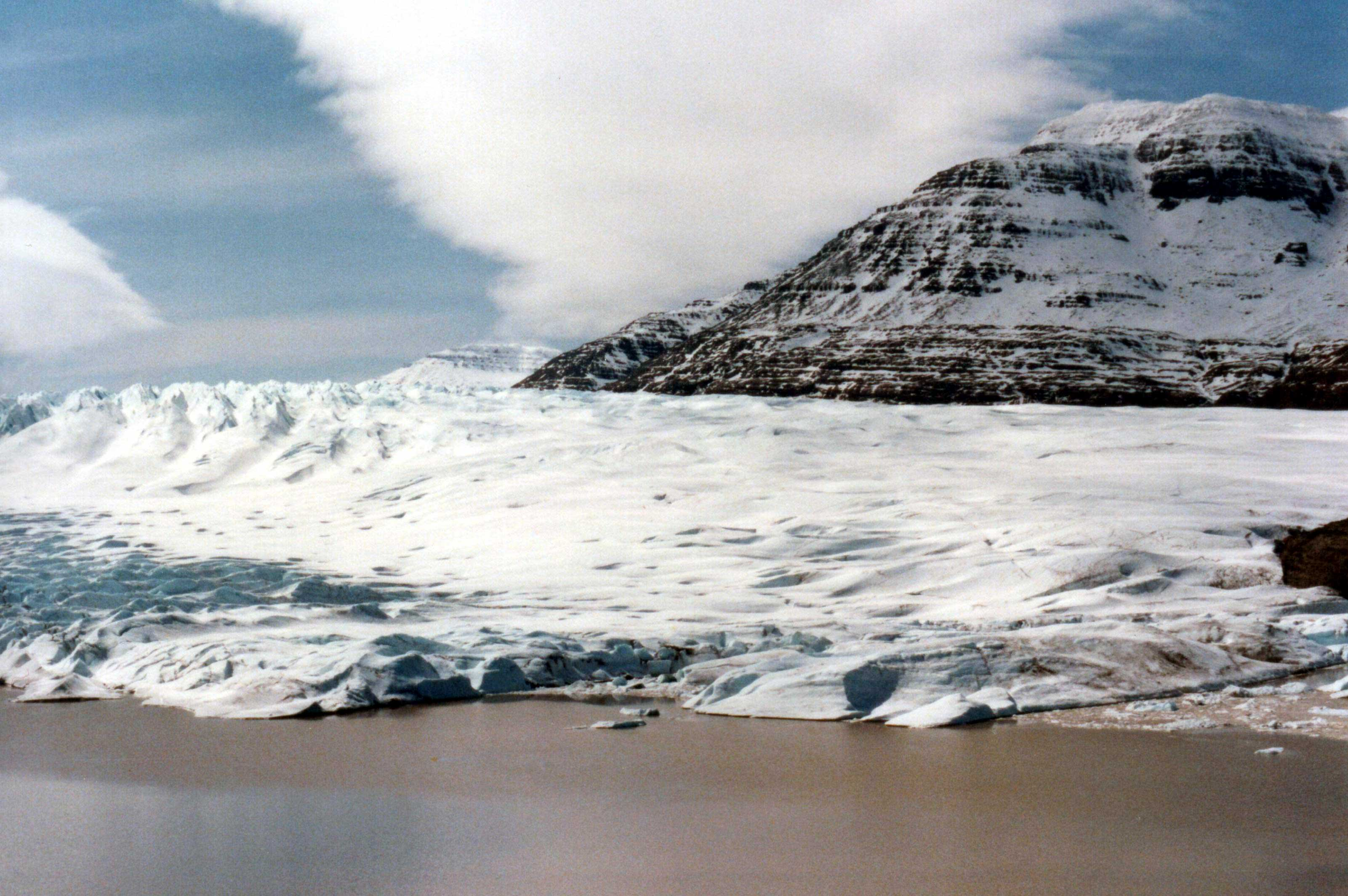
Cookův ledovec

Grande Terre je ostrov v Indickém oceánu, který společně s dalšími 300 menšími ostrovy tvoří distrikt Kerguelenovy ostrovy. Distrikt je součásti francouzského zámořského teritoria s názvem Francouzská jižní a antarktická území (TAAF). Ostrov Grande Terre není trvale obydlen.

## Poloha
Ostrov se nachází v opuštěném, málo navštěvovaném jižním okraji Indického oceánu u jeho hranice s Jižním oceánem. Nejbližší pevnina je Antarktida, ke které je to zhruba 2000 km. Do Austrálie je to ještě dál, 4800 km. Jeho přesnější polohu udávají souřadnice 49° 15' jižní zeměpisné šířky a 69° 30' východní zeměpisné délky.

## Situace
Grande Terre je bezkonkurenčně největším ostrovem v celém Kerguelenském souostroví, zabírá více než 92 % výměry. Je to ostrov velice členitý, s mnoha poloostrovy, které jsou od sebe odděleny neširokými fjordy, zálivy a průlivy. Nastává zde kuriózní situace, že z jednoho poloostrova vybíhají ještě další tři poloostrovy propojeny jen úzkými šíjemi. Mezi hlavní poloostrovy patří Rallier du Baty a Gallieni na jihu, Loranchet na severu, Courbet na východě. Mezi ty drobnější náleží Jeanne d'Arc, Ronarc'h, Joffre, Sociéte de Geographe. Délka pobřeží ostrova se přibližuje 3000 km, ostrov se stejnou rozlohou a zhruba kruhového tvaru by měl pobřeží dlouhé asi jen 300 km. Reliéf ostrova je hornatý s hlubokými údolími, na východě je rozsáhlá nížinná plošina. Pobřeží je většinou strmé, skalnaté, hluboce členité, výjimkou je východní plošina. Místy je pobřežní hrana v  zálivech tvořena oblázkovými plážemi nebo černým sopečným pískem, ve fjordech jsou břehy skalnaté. Vodní masy bouřlivého oceánu způsobují neustálou erozí otevřeného pobřeží, dochází zde k občasnému zřícení i skalnatého, vlnami podemletého břehu.
Ostrov je jedním z několika mála vrcholků Kerguelenské plošiny spojující dříve Indii a Austrálii, která se před 20 až 40 miliony let potopila do hloubky 1 až 2 km v Indickém oceánu. Tuto hypotézu potvrzují i shodné sedimenty nacházející se jak v Indii, tak i v západní Austrálii. Vlastní morfologie povrchu ostrova souvisí s jeho vulkanickým původem a rozsáhlou glaciální erozí. Pohoří táhnoucí se severojižním směrem po západní straně ostrova je sopečného původu, nejvyšší vrcholky jsou pozůstatky bývalých kráterů sopek. Nejvyšším bodem je téměř kruhový Mont Ross (1850 m) na poloostrově Gallieni, je mladší než 1 mil. let. Dále dle výšky následují Petit Ross (1721 m), Mont Henri (1262 m), Le Bicorne (1202 m), Pic Saint-Allouarn (1189 m), Mont Raymond (1166 m), Pic Guynemer (1088 m), Mont Richards (1081 m), Dôme du Père Gaspard (1063 m), Le Dôme (1049 m), Mont de Lans (1022 m) a Pic Joliot-Curie (1005 m).
Zhruba uprostřed tohoto horského masivu se nachází ledovec Glacier Cook. Je v nadmořské výšce 1049 m a pokrývá přibližně plochu 500 km². Stéká dolů asi 60 splazy, které mnohdy tvoří samostatné, menší ledovce, některé na západním pobřeží ostrova sahají až přímo do moře. Na východní a severní straně, kde strmost podloží klesá pozvolněji, vytvořil ledovec řadu morénových jezer zachycující tající vodu a glacifluviální sedimenty, které vyplnily nížinu v centru ostrova. 56 jezer je větších než 5 km² a 5 až 8 větší než 10 km². Největší jezero Lac Marville o rozloze 23 km² leží při pobřeží na samém východě ostrova a pravděpodobně vzniklo uzavřením mořského zálivu. S nastupujícím oteplováním se plocha ledovce zmenšuje, zvláště v jeho okrajových částí, nejrychleji mizí Glacier Ampére, Glacier Arago, Glacier Agassi, Glacier de Chamonix a Glacier Dumont d'Urville. Celková plocha pokrytá ledovci a sněhovými poli činí asi 700 km². Řeky jsou krátké a většinou prudké, končí v jezerech nebo v moři. V nížinatém centru ostrova okolo jezer a ústí řek jsou mnohá rašeliniště i metr hluboká.

## Podnebí
Počasí je velmi proměnlivé, po více než 300 dnů v roce na ostrově prší, padá déšť se sněhem nebo sněží, roční úhrn srážek je přes 1 m. Průměrná roční teplota je udávána +4,5 °C, obloha bývá často zachmuřená, pokrytá bouřkovými mraky. Pro silné západní větry a věčně rozbouřené vody oceánu způsobené blízkou antarktickou konvergencí dali staří mořeplavci těmto oblastem název Řvoucí čtyřicítky. Oceán v blízkosti ostrova nezamrzá ani v něm neplavou ledové kry.

## Historie

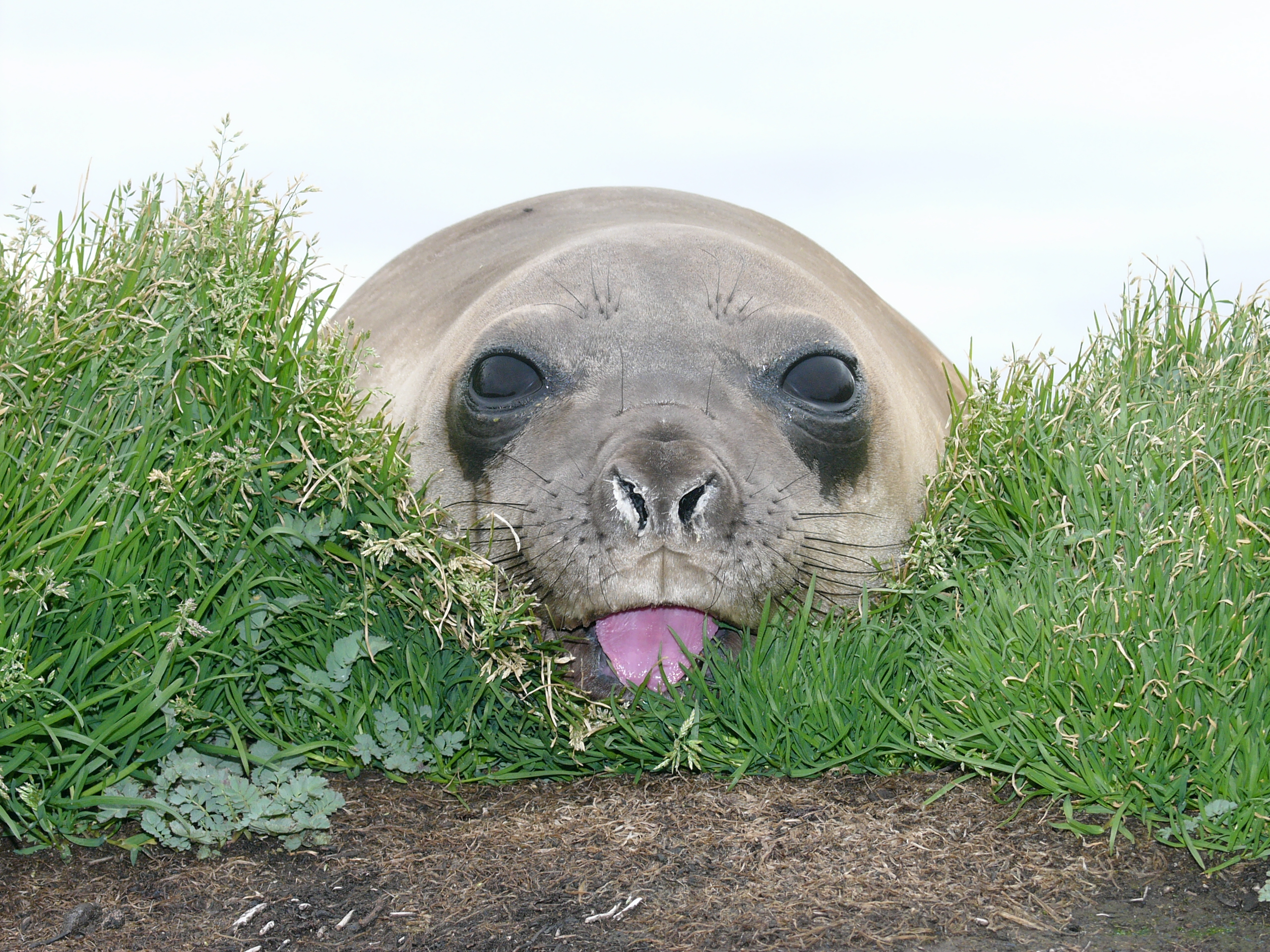
Zvědavá samice rypouše sloního Mirounga leonina

Objevy a historie ostrova Grande Terre jsou plně spjaty s historií Kerguelenových ostrovů. Když 12. února 1772 francouzský kapitán Yves-Joseph Kerguélen-Trémarec objevil poměrně velký ostrov nazval ho „Velká země“ a celé souostroví „Jižní Francie“. To bylo v době, kdy se na jižní polokouli hledala mystická pevnina vyvažující svou rozlohou Eurasii na severní polokouli. Objevitel však záhy shledal svůj omyl. V roce 1776 spatřil tentýž pustý ostrov britský objevitel James Cook, který ho příhodně pojmenoval Desolation. Na ostrov mimochodem občas zavítaly okolo plující expedice, např. v roce 1840 při své cestě do Antarktidy i James Clark Ross. Ostrov prvně odborně prozkoumal v létech 1908 až 1914 Raymond Rallier du Baty s bratrem a mezi léty 1928 až 1952 Edgar Aubert de la Rüe s manželkou. Po většinu času byl ostrov opuštěn, příležitostně byl využíván jako základny lovců velryb, tuleňů a lachtanů.
Ihned po svém objevení byl ostrov s celým souostrovím zabrán svým objevitelem pro Francii, která na něj vyhlásila oficiálně své právo v roce 1893. Roku 1924 bylo souostroví připojeno k tehdejšímu francouzskému Madagaskaru. 28. 3. 2003 byl ostrov Grande Terre, jako součást Kerguelenových ostrovů připojen do distriktu Francouzská jižní a antarktická území.

## Příroda
Vegetace ostrova, kde nerostou žádné keře nebo stromy, je zásluhou lidí značně poškozená. Na ostrově dříve nežili žádní suchozemští savci a v minulých stoletích tam byli zavlečeni mj. králíci, sobi a kočky. Sobi bez přirozených nepřátel včetně králíků se značně přemnožili a zdevastovali zdejší druhově chudé rostlinstvo. Králíci v dostupných místech téměř spásli dříve nejrozšířenější kobercovité Azorella selago a „kerguelenské zelí“ Pringlea antiscorbutica, co nesežrali to rozhrabali. Sobi zase spásají původní přízemní Acaena magellanica a Leptinella plumosa, včetně mechů a lišejníků které dříve obrůstaly kamenité svahy ve větších nadmořských výškách. Na ostrovy byly naopak introdukovány invazivní druhy rostlin, jako pampeliška lékařská, rožec rolní, starček obecný a ovsík vyvýšený, které jsou globálně rozšířeny a vytlačují původní druhy.
Úmyslně dovezené kočky svůj úkol chytat myši moc neplní, živí se více králíky a hlavně nemalé škody působí lovem ptačích mláďat v koloniích hnízdících mořských ptáků. Někteří ptáci svá hnízdiště již přenesli na okolní ostrůvky, kde se kočky ještě nerozšířily. Na pobřežích z moře přístupnějších pravidelně vyvádějí svá mláďata ploutvonožci tuleni a lachtani, včetně nelétajících tučňáků. Na ostrově hnízdí také mnoho druhů mořských ptáků, mnozí si svá hnízda stavějí v travnatých porostech nebo vyhrabávají si nory, jiní preferují nepřístupná skaliska. Někteří z těchto ptáků se počítají mezi ohrožené druhy. Vyskytují se zde albatrosi, buřňáci, buřňáčci a rybáci, kormoráni i racci.
Francouzské úřady vyhlásily na částech ostrova, hlavně v místech kde nepronikli sobi a králíci, přírodní rezervace s přísným zákazem vstupu. Jedná se o oblast Cookova ledovce a hornatá území na poloostrově Rallier du Baty, dále oblast u mysu d’Estaing na severu poloostrova Loranchet a okolo mysu Cotter na východním poloostrově Courbet.

## Ostatní
Na jihovýchodě ostrova, v  zátoce Morbihan je již od roku 1950 v provozu vědecká základna, ve které pobývá od 60 do 120 výzkumníků. Tato stanice Port-aux-Français, původně zřízena jako meteorologická stanice, se zabývá zkoumáním biologických i zoologických procesů v oceánu i na okolních ostrovech, pozoruje magnetické i tektonické jevy v zemské kůře a jejich vliv např. na mořskou hladinu, je tam i monitorovací stanice pro kosmické rakety.